# الهجر (ردفان)

تعديل مصدري - تعديل

الهجر هي إحدى قرى عزلة الحبيلين بمديرية ردفان التابعة لمحافظة لحج، بلغ تعداد سكانها 252 نسمة حسب تعداد اليمن لعام 2004.